# Trichomyia kostovi
Trichomyia kostovi är en tvåvingeart som beskrevs av Jezek 1990. Trichomyia kostovi ingår i släktet Trichomyia och familjen fjärilsmyggor.
Artens utbredningsområde är Bulgarien. Inga underarter finns listade i Catalogue of Life.